# Massaria inquinans
Massaria inquinans är en svampart som först beskrevs av Tode, och fick sitt nu gällande namn av De Not. 1844. Massaria inquinans ingår i släktet Massaria och familjen Massariaceae.  Arten är reproducerande i Sverige. Inga underarter finns listade i Catalogue of Life.